# جينتاما
جينتاما (銀魂 Gintama، "الروح الفضية") هي سلسلة مانغا يابانية من تأليف ورسم المانغاكا هيداكي سوراشي. نشرت أول مرة في مجلة شونن جمب في 8 ديسمبر 2003، ثم انتقلت إلى مجلة Jump Giga وانتهت المانغا في 20 يونيو 2019، حصلت المانغا على أنمي.

## قصة المسلسل
تجري احداث هذه القصة في ايدو المعروفة حاليا بطوكيو عندما تحتل مجموعة من الفضائين
يعرفون بالامانتو Amanto الأرض في نهاية عصر الايدو Edo ويحاول الساموراي
التصدي لهم لكنهم يفشلون بذلك، فيصدرون الامانتو قانون يمنع الساموراي من حمل سيوفهم في الأماكن العامة.
القصة تركز على ساموراي فضي الشعر يدعى ساكاتا غينتوكي مساعديه شينباتشي والفتاة الفضائية
كاغورا الذين يقومون بأعمال حرة لكسب المال لتسديد ايجار منزلهم ولكن ينتهي بهم الأمر دائما
إلى عدم كسب أي شيء.

## الشخصيات
- ساكاتا غينتوكي (باليابانية: 坂田銀時) (بالروماجي: Sakata Gintoki)

"ساكاتا غينتوكي" الشخصية الرئيسية في أنمي جينتاما

غينتوكي ساموراي يعيش في زمن لا حاجة للساموراي فيه، ويسكن في منزله مع شينباتشي
وكاغورا الذين يعملون معا لجعل العالم مكان أفضل.... ولدفع ايجار منزلهم.
، وشخصيته المفضلة هي مذيعة الطقس (كيتسونو آنا) التي تظهر على
التلفاز، ويحمل دائما سيفا خشبيا اشتراه من قناة التسوق المنزلي.(ملاحظة: ذلك السيف الذي اشتراه كان ثاني سيف الأول كان هدية من رجل عجوز كان يقيم بجوار بحيرةTASNIM B AMOR)
غينتوكي مستعد لقبول أي عمل مقابل المال وهو مولع بالحلويات والسكاكر وقراءة المانجا
خصوصا مانجا بليتش.
غينتوكي كان في السابق عضوا في مجموعة تدعى Joi Faction وهي منظمة للدفاع
عن الحكومة السابقة ضد الامانتو وكانت تتكون تلك المنظمة من (غينتوكي وكاتسورا و
تاكاسوجي وساكاموتو) غينتوكي عانى من ماضي اليم حيث فقد معظم اصدقائه في الحرب
لذلك ليست لديه أي رغبة حاليا في القتال ويهتم كثيرا باصدقائه وخصوصا شينباتشي وكاجورا.
- شيمورا شينبتشي (باليابانية: 志村新八) (بالروماجي: Shimura Shinpachi)

شينباتشي التقى بغينتوكي في أحد المطاعم التي كان يعمل بها عندما قام مجموعة من الفضائين بالسخرية
من الساموراي واذية شينباتشي فقام غينتوكي بمساعدته وتوريطه بنفس الوقت،
لكن شينباتشي اعجب بمهارة غينتوكي وقرر اتباعه ليتعلم منه فنون الساموراي
لكن الذي يبدو أنه يقوم بمساعدته بدفع الإيجار بدل التعلم منه،
شينباتشي القائد لمجموعة تشجيع (تاراكادو اوتسو) فنانة معروفة وهو يقدرها ويهتم بها كثيرا.
- كاغورا (باليابانية: 神楽) (بالروماجي: Kagura)

كاغورا فتاة فضائية رغم مظهرها البشري وهي من إحدى أقوى القبائل على الإطلاق وتدعى (ياتو)
دائما ما تراها تحمل مظلتها لانها لا تتحمل أشعة الشمس ولمظلتها فوائد أخرى ومنها إطلاق
الرصاص، كاغورا لديها كـلـب عملاق (ساداهارو) حصلت عليه بالمصادفة وقررت عدم التخلي عنه لانها
تتمنى ان تربي حيوانا اليفا لانها في السابق قامت بقتل أو (سحق) حيوانها الاليف، كاغورا
اتت إلى الأرض بسبب تشتت عائلتها. وهي أكولة بشكل فظيع لكنها رائعة بنفس الوقت
ولا تتخلى عن اصدقائها.
- - أوميبوزو

والد كاغورا وهو من عشيرة الياتو ويلقب باقوي محارب في الكون.
- - كاموي

ابن اوميبوزو وأخ كاغورا كان قائد القسم السابع من قراصنة الفضاء الهاروسامي لكنهم سجنوه وبعد أن انقذه تاكاسوجي أصبح يرافقه ليرد له دينه.
- شينسنغومي

وهي إحدى قوى حفظ الأمن في المدينة ويحق لهم حمل السيوف
وهم متمسكين بروح الساموراي.
ومن أهم اعضاءها:
- - كوندو ايساو (باليابانية: 近藤勲) (بالروماجي: Kondo Isao)

رتبته: Commander(القائد)
كوندو شخص غبي جدا بالرغم من ذلك فان فريقه يحترمونه ويحبونه جدا لنبله
وهو أيضا سياف ماهر والجميع مخلصون له، كوندو يلاحق شقيقة شينباتشي
الكبرى (تاي) ويلاحقها في كل مكان ويبدو أنه توقف عندما سالها في إحدى المرات
هل من الممكن ان تتقبلي بشخص كثيف الشعر فاجابت بنعم، كوندو لديه لقب آخر وهو
Gorilla 13 جوري أو غوريلا تعود لشعره الكثيف.
- - هيجيكاتا توشيرو (باليابانية: 土方十四郎) (بالروماجي: Hijikata Toshiro)

رتبته: Vice-Commander (نائب القائد)
هيجيكاتا هو نائب القائد وهو ياخذ عمله بجدية وهو عصبي جدا ومخلص لقائده، بالرغم
من شخصيته العصبية فانك قد تراه يبكي بعد مشاهدة أفلام ليست بالضرورة حزينة وهو مولع بالمايونيز بشكل جنوني ولذلك يدعوه البعض مايورا (مشتقة من مايونيز)، هيجيكاتا كان محظوظا مع الفتيات حتى اكتشفوا هوسه بالمايونيز، هيجيكاتا يرى غينتوكي منافسه في كل شيء بالرغم من انهم يتشابهون في بعض الصفات وهو سياف ماهر أيضا.
- - اوكيتا سوغو (باليابانية: 沖田総悟) (بالروماجي: Okita Sogo)

رتبته: Captain of 1st Division (كابتن الوحدة الأولى)
سوجو امهر السيافين في الـ Shinsengumi وهو حكيم وذكي وملامحه طفولية بعض الشيء
ودائما يحاول (أو على الأقل يتمنى) قتل هيجاكاتا ليصبح هو نائب القائد كلما سمحت له الفرصة،(, ودائما ما تكون للمرح فقط يرى سوجو كاجاورا منافسته الدائمة ودائما ما تراهم يتشاجرون وهو معجب بقوتها له اخت اسمها ميتسويا وهو يحترمها ويحبها ولا يسمح لاحد بازعاجها
دائما تراه حاملا بزوكا ويطلق على نفسه لقب أفضل قناص بالرغم من انه السياف الأفضل في القسم وهو سادي بكل معنى الكلمة حيث يستمتع يئيلام وبعذيب الآخرين إلا أنه يحمل مشاعر طيبة ورائعة وشرف الساموراي.
- - يامازاكي ساغارو (باليابانية: 山崎退) (بالروماجي: Yamazaki Sagaru)

رتبته: spy (جاسوس)
يامازاكي في الحقيقة جاسوس وظيفته جمع المعلومات للقسم وغالبا ما يمسكه هيجاكاتا وهو يلعب
التنس ويبرحه ضربا، يامازاكي يحب التنس وغالبا ما يتخيل انه أحد شخصيات Prince of Tennis، ومنافسه هو شينباتشي وهم يرون انهم متساوون في القوة ورغم ظهوره البسيط في الحلقات الأولى لكن يبدو أنه سيكون له دور مهم في الحلقات القادمة.
- - أوتوسي / تيرادا أيانو (باليابانية: 寺田綾乃) お登勢)) (بالروماجي: Terada Ayano) Ms. Otose))

اوتوسي هي صاحبة المنزل الذي يعيش فيه غينتوكي وتملك أيضا مطعما صغيرا، قد تراها عصبية ولكنها تملك قلبا من ذهب، دائما ما يتشاجرون هي وغينتوكي ولكنه في الحقيقة يحبها ويحترمها، اوتوسي كانت في السابق فتاة جميلة جدا وحنونة وتعمل في مطعم وكانت تطعم الفقراء والمحتاجين بدون مقابل ولكن للاسف هذا ما تسبب في طردها واختفت منذ ذلك الوقت وغيرت اسمها من ايانو إلى اوتوسي وهذا كل ما نعرفه عنها.
- كاثـرين (باليابانية: キャサリン) (بالإنجليزية: Catherine)‏

كاثرين اتت من الفضاء وتملك آذان القطط، وهي في الحقيقة لصة محترفة ادعت انها تعمل لدى
اوتوسي ثم قامت بسرقتها لكنها بعد ذلك ندمت على ذلك واستقبلتها اوتوسي لتعمل لديها مرة أخرى
في مطعمها بعد خروجها من السجن، ويبدو أنها تاثرت بعطف اوتوسي ولم تعد للسرقة مجددا وهي
رفيقتها في كل مكان.
- شيمورا تاي (باليابانية: 志村妙) (بالروماجي: Shimura Tae)

تاي هي شقيقة شينباتشي الكبرى وهي تدير دوجو العائلة (مكان لتعلم القتال بالسيوف وغيره)،
بالرغم من وجهها الجميل إلا أنها من اعنف شخصيات الانمي ودائما ماتراها تبرح كوندو
وغينتوكي ضربا، مهارتها في الطبخ... في الحقيقة هي لا تملك أي مهارة في الطبخ وقد عانى كوندو
من فقدان الذاكرة عندما تذوق طعامها ويطلق يامازاكي على طعامها (السم) بسبب دخول البعض في عينيه واذيتها، حتى انه في مرة كانت كاغورا تريد تذوق طعامها إلا أن شينباتشي منعها لانه يعتقد أن طعامها هو ما تسبب بضعف نظره، تاي بالرغم من عنفها إلا أنها تحب اخاها وتنصحه دائما
وهي ناصحة ومستمعة جيدة.
- أعضاء الـجوي الثوريين السابقين:
  - كاتسورا كوتارو (باليابانية: 桂小太郎) (بالروماجي: Katsura Kotaro)

وهو أحد أعضاء المنظمة السابقة واحد اصدقاء غينتوكي القدامى
حاليا يقود كاتسورا حركة مقاومة ضد الامانتو وعندما طلب من غينتوكي الانضمام إليه رفض ذلك
لعدم رغبته في فقد المزيد من اصدقائه، دائما ما ترى كاتسورا في شجار مع غينتوكي لانه يدعوه
زورا وليس كاتسورا وهو يملك حيوانا اليفا غريب جدا يدعى اليزابيث، كاتسورا مخلص جدا
لاصدقائه ومحارب قوي أيضا وهو يقدر غينتوكي ويحترمه كثيرا ومستعد للموت بجانبه في أي وقت
وهو أيضا صانع قنابل ماهر.
- - اليزابيث (بالإنجليزية: Elizabeth)‏

اليزابيث هي بطريقة بيضاء عملاقة حصل عليها كاتسورا كهدية من صديقه القديم ساكاموتو
والذي حصل عليها من إحدى اسفاره للفضاء، اليزابيث هي رفيقة كاتسورا في كل مكان
وهو لا يتخلى عنها أيضا، يعتقد أن اليزابيث رجل يرتدي ملابس بطة وذلك لانها تملك
قدمين مليئتين بالشعر، اليزابيث مخلصة لكاتسورا ولهم الكثير من المواقف المضحكة معا.
- - ساكاموتو تاتسوما (باليابانية: 坂本辰馬) (بالروماجي: Sakamoto Tatsuma)

ساكاموتو هو أحد أعضاء المنظمة سابقا وهو شخصية رائعة ومتساهلة وغبية قليلا
ودائما ما تراه ضاحكا حتى لو كان في مواقف صعة جدا، وهو دائما ما يلفظ الأسماء بطريقته
الخاصة فهو يدعو غينتوكي (كينتوكي)، بخلاف شخصيته الحمقاء هو رجل أعمال ناجح في الفضاء
ويؤمن بان الأعمال هي إحدى الوسائل لحماية بلده ويعتقد أن التضحية يجب أن تكون لصالح المجتمع
ولهذا السبب ترك رفاقه في الأرض وقرر السفر إلى الفضاء لحماية بلده.
- - موتسو (باليابانية: 陸奥) (بالروماجي: Mutsu)

موتسو هي مديرة أعمال ساكاموتو وفي الحقيقة هي من تدير جميع أعماله لانه شخص
لامبالي، موتسو شخصية غامضة قليلا ودائما ماتبدو عليها ملامح البرودة ولكنها مخلصة لعملها
ومدير عملها برغم أنها لا تطيقه وهي أيضا من عشيرة الياتو التي تنتمي إليها كاغورا
وهذه صورة لجميع الشخصيات
- - تاكاسوغي شينسوكي

أحد أعضاء المنظمة السابقين وبعد نهاية الحرب انشئ منظمة الكيهاتي وهدفه تدمير الأمانتو والساموراي انتقاماً لمقتل معلمه يوشيدا شويو وأصبح شخص شرير جعل كلاً من اصدقائه السابقين اعدائه ولا يهمه سوى الخراب والدمار.
- هاسيغاوا تايزو

رئيس سابق لنقابة الهجرة لكنه خسر عمله وأصبح مادو (فاشل وعاطل عن العمل) وهو في بحث دائم عن العمل ويقضي معظم وقته ف المقامرة.
- سارتوبي أيومي

نينجا ماسوشية (تحب ان يتم تعذيبها)تحب جينتوكي لانه يعاملها بقسوة وتحاول ان تتقرب منه بكل الطرق لكن دائما ما تفشل.

## العرض العربي
في بادرة غريبة جدا نظرا لمحتوى الأنمي، قامت قناة سبيس باور التابعة لسبيس تون بعرض هذا الأنمي في العالم العربي بالتزامن مع أنمي بليتش ابتداء من سنة 2012 بصفة أسبوعية، لكن بأسلوب الترجمة النصية عوض الدبلجة مع الحفاظ على الصوت الياباني بما في ذلك الشارات.
واجه العمل بعض الانتقادات بسبب توقيت الترجمة ورداءتها وأخطاء بدائية مثل ترجمة مجلة الجامب للمانغا بعبارة «أكاديمية القفز»، وترجمة اسم غينتوكي على أنه «كينتوكي» (و ذلك يتناقض مع أحداث القصة اللاحقة) وأجزاء كبيرة من النص (خاصة النكات) ترجمت إلى جمل غريبة لا معنى لها.
بحكم محتوى بعض الحلقات تم تجاهل حلقات عديدة بالكامل وعدم عرضها، مثل الحلقات 18 (اللص المجنون الذي يسرق الملابس الداخلية من حبال الغسيل) و 24 (جين وزورا يتنكرون كنساء للتسلل وسط عصابة منحرفة الأخلاق) و 34 (شينباشي تقوم بإغراءه فتاة لعمل علاقة غير شرعية معها لكن قبل أن يحصل أي شيء يتبين أنها نشالة حافظات نقود تهرب بمسوقها) وحلقة ساروتوبي التي حذفت هي الأخرى نهائيا من شارة البداية، من بين حلقات أخرى، عدا تقطيع المشاهد التي في الحلقات المعروضة بالفعل بكثافة.
في النهاية عرضت 44 حلقة فقط من العمل (لا يعلم تحديدا ما الحلقة اليابانية المعادلة لآخر حلقة بنسختها العربية) مترجمة نصيا للعربية على القناة وتم تكرار بثها مع الحلقات 52 الأولى من النسخة المترجمة المشابهة من أنمي بليتش إلى حين إغلاق القناة.

## روابط خارجية
- جينتاما على موقع ANN manga (الإنجليزية)